# USFA ZiP .22
Zip .22 (стилізований як ZiP) — напівавтоматичний пістолет під набій .22 Long Rifle, представлений на ринку компанією U.S. Fire Arms Manufacturing Company (USFA) у 2013 році. 
Незважаючи на те, що пістолет хвалили за інноваційну концепцію, доступність і точність, його широко критикували за часті механічні несправності, а також за відмови у подачі боєприпасів та викиді стріляних гільз, про які повідомляла велика кількість стрільців. Низька надійність цього пістолета зробила його комерційним провалом, що зрештою призвело до закриття USFA 2017 року.

## Конструкція
ZiP .22 — це прямий напівавтоматичний пістолет з вільним затвором у конфігурації з коробчатою футуристичною полімерною рамкою з двома отворами для спускового гачка та середнього пальця користувача, а також плоским потиличником прикладу, на який спирається долоня стрілка. Він має прості прицільні пристосування і використовує знімні магазини Ruger 10/22, причому за замовчуванням використовується магазин на 10 набоїв. Затвор зброї має дві трапецієподібні планки, що виступають із передньої частини корпусу по довжині майже всього ствола; натискання їх у бік стрільця є єдиним способом зведення. Цей вибір конструкції викликав значну критику, оскільки вимагав від стрільця покласти руку поруч із дулом, щоб надіслати новий набій, що піддавало його ризику травми від випадкового чи недбалого пострілу.
Пістолет був розроблений для використання в якості приймальної частини модульної системи зброї, яка могла бути створена відповідно до потреб стрільця з використанням широкого спектру вставних розширень. Стандартні прицільні пристрої, встановлені на знімній пластині, можна було замінити на покращені приціли, що світилися в темряві, або на планку Пікатінні або оптичний приціл.
Інший аксесуар для кріплення на рейках дозволяв прикріплювати ZiP .22 до нижньої частини гвинтівки, подібно до підвісних конструкцій дробовиків, щоб забезпечити додаткову вогневу міць. ZiP .22 також міг бути перетворений на гвинтівку шляхом додавання прикладу карабіна та глушника, хоча ці аксесуари, а також комплект для переобладнання .22 WMR так і не вийшли за рамки стадії прототипу через комерційний провал зброї.

## Історія виробництва
ZiP .22 вперше був представлений публіці у спробі вірусного маркетингового трюку, коли користувач YouTube, імовірно дизайнер і генеральний директор USFA Дуглас Доннеллі, завантажив відео під назвою «Непізнаний об'єкт, що стріляє», в якому зброя була показана в дії на полігоні. Після деяких припущень про походження вогнепальної зброї USFA оголосила про плани щодо її виробництва наприкінці 2012 року.
Розробка ZiP .22 була великим ризиком для USFA, яка зробила собі ім'я своїми високо оціненими репліками Colt Single Action Army та інших історичних пістолетів. Зброя, хоч і могла продаватися за низькою ціною, вимагала дуже дорогого обладнання для лиття полімерів для виробництва, вартість якого зажадала від USFA продажу свого виробничого інструменту Single Action Army. Тим не менш, компанія пішла на цей ризик, маючи намір відновити виробництво реплік зброї за допомогою нещодавно придбаних інструментів, як тільки ZiP .22 принесе прибуток. Це рішення виявилося фатальним, коли ZiP .22 зазнав невдачі на ринку через серйозні проблеми з надійністю. Виробництво зброї припинилося у 2014 році. Сама USFA закрилася у 2017 році, не маючи можливості повернутися до виробництва успішнішої продукції.